# Mujeres malditas
Mujeres malditas es una escultura de Auguste Rodin creada entre 1885 y 1890. La escultura representa a dos mujeres que se abrazan, un tema que Rodin exploró en otras obras, tales como Las metamorfosis de Ovidio, Juventud triunfante e Ilusiones recibidas por la tierra. Forma parte de la obra del mismo artista La puerta del Infierno .
Las modelos para la escultura fueron dos bailarinas de la Ópera de Edgar Degas, quienes también modelaron para La metamorfosis de Ovidio. Maurice Guillemot (1859-1926) opinaba que las obras 

"...introducían el cuerpo entero en el campo para alcanzar la intensidad."

Rodin se había dedicado a ilustrar Las flores del mal de Baudelaire, con lo que ya manifestaba, al igual que los poetas malditos, interés en manifestar al lesbianismo como nuevas formas de explorar la sexualidad.